# Babanco
Babanco, właśc. Elvis Manuel Monteiro Macedo (ur. 27 lipca 1985 w Prai) – kabowerdeński piłkarz grający na pozycji pomocnika. Od 2017 roku jest zawodnikiem klubu CD Feirense.

## Kariera klubowa
Swoją karierę piłkarską Babanco rozpoczął klubie Sporting Praia. W 2004 roku zadebiutował w jego barwach w Campeonato Nacional. W sezonach 2005/2006, 2006/2007, 2007/2008 i 2008/2009 wywalczył z nim cztery tytuły mistrza kraju. W 2009 roku przeszedł do Boavisty Praia. W sezonie 2009/2010 został z nią mistrzem kraju.
Latem 2010 roku Babanco wyjechał do Portugalii. W latach 2010–2012 grał w drugoligowym klubie FC Arouca. W 2012 roku przeszedł do pierwszoligowego SC Olhanense, w którym zadebiutował 17 sierpnia 2012 wygranym 2:1 domowym meczu z GD Estoril Praia.

## Kariera reprezentacyjna
W reprezentacji Republiki Zielonego Przylądka Babanco zadebiutował w 2008 roku. W 2013 roku został powołany do kadry na Puchar Narodów Afryki 2013.